# Michiharu Otagiri
Michiharu Otagiri (小田切 道治 Otagiri Michiharu?, nacido el 2 de septiembre de 1978 en Ishikawa) es un exfutbolista japonés. Jugaba de defensa y su último club fue el Kataller Toyama de Japón.

## Trayectoria

### Clubes
| Club               | País  | Año         |
| ------------------ | ----- | ----------- |
| Kyoto Purple Sanga | Japón | 1997 - 1998 |
| Ventforet Kofu     | Japón | 1999        |
| Jatco              | Japón | 2000 - 2003 |
| Kataller Toyama    | Japón | 2004 - 2005 |